# Exuperius von Toulouse

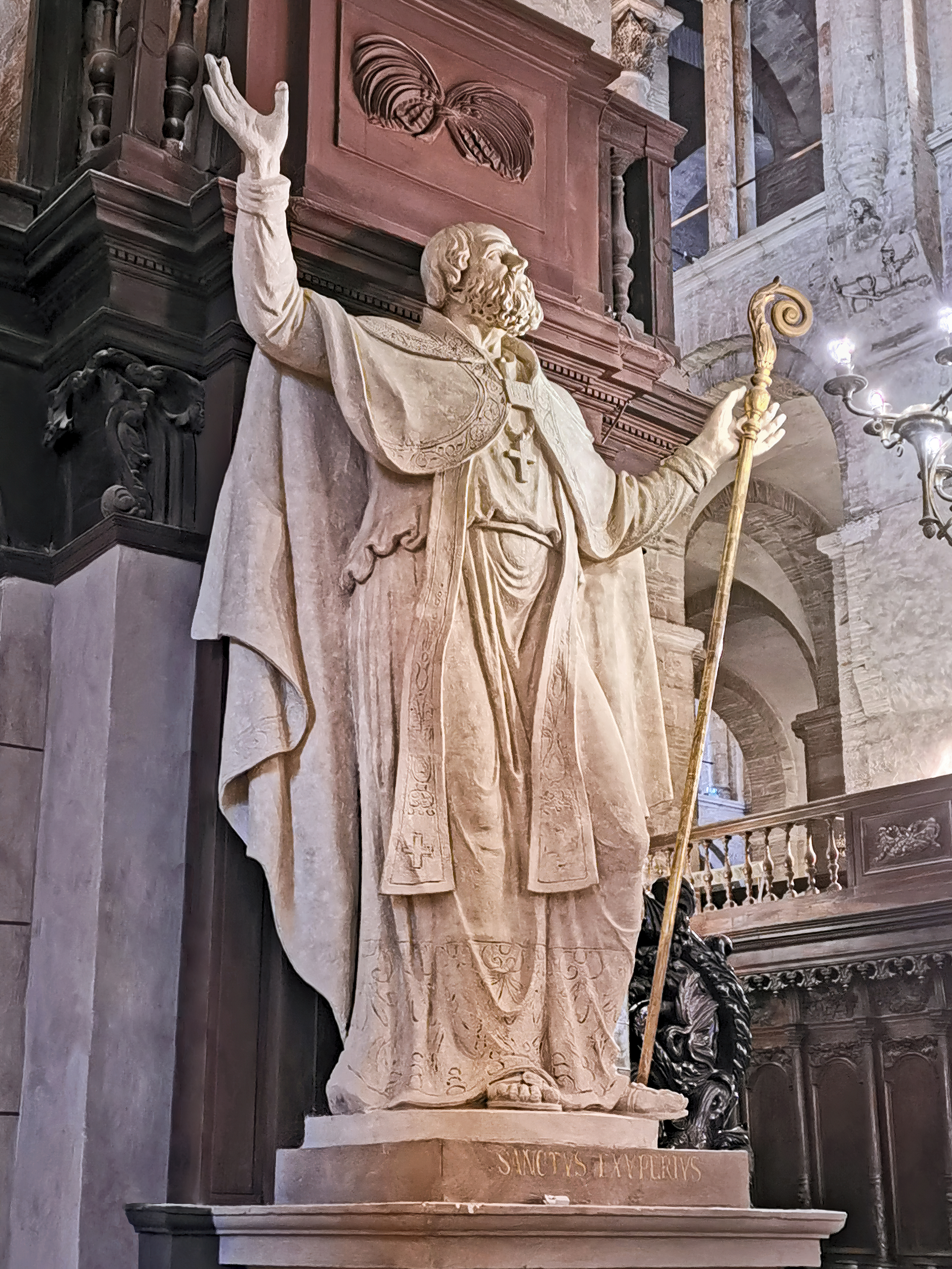
Exuperius von Toulouse St-Sernin (Toulouse)

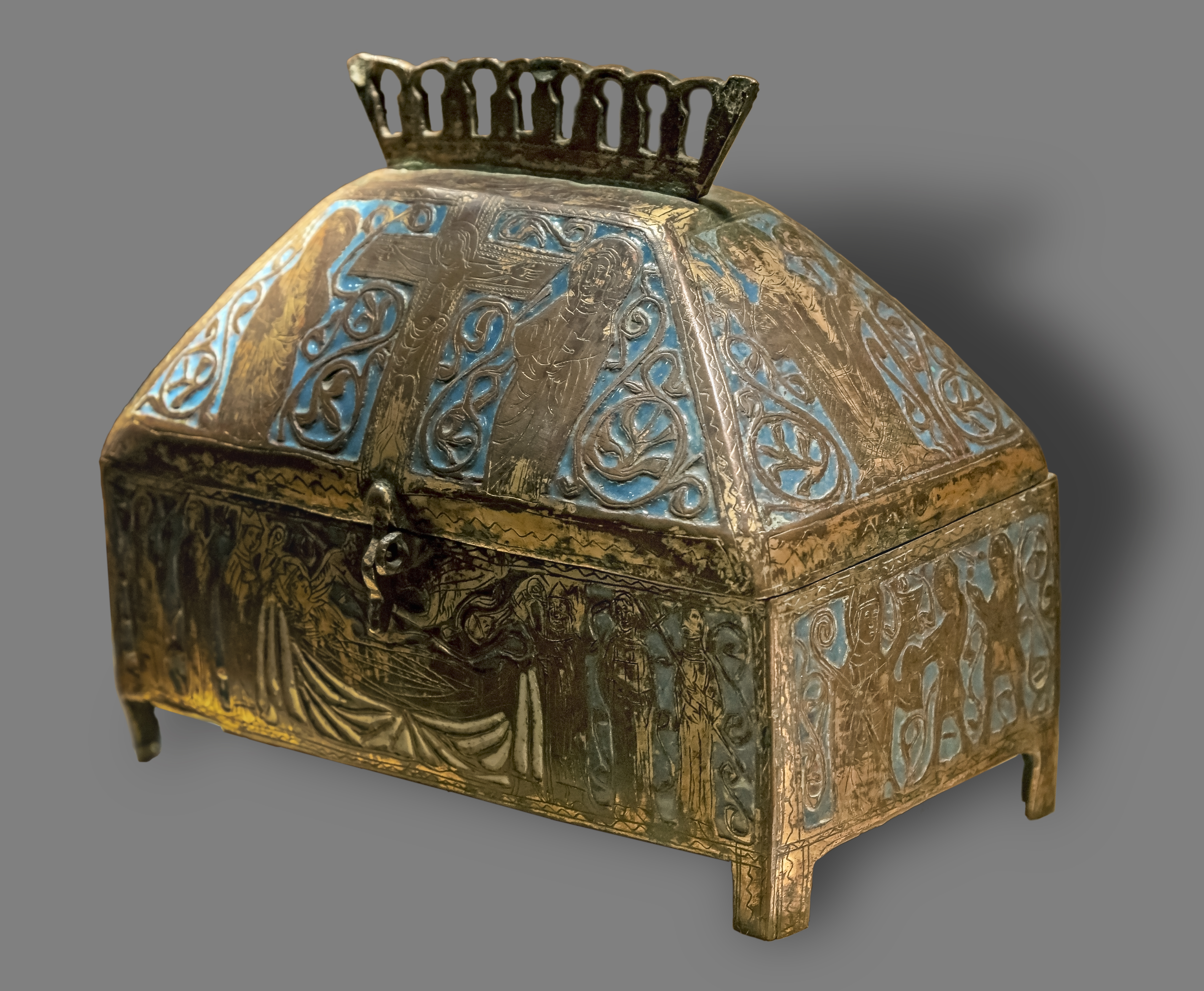
Vorderseite des Exuperius-Schreins (13. Jh.)

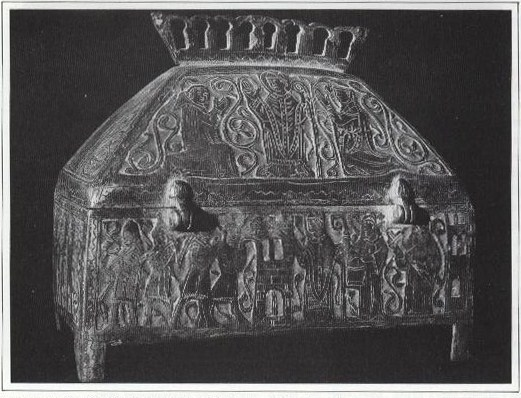
Reliquienschrein (Rückseite): Exuperius predigt (o.) und hält die Vandalen auf (u.).

Exuperius (französisch Exupère, Supèri oder Spire; * Ende 4. Jahrhundert in Arreau, heute Département Hautes-Pyrénées; † um 410 in Blagnac, heute Département Haute-Garonne) war ein frühchristlicher Bischof von Toulouse und Heiliger der römisch-katholischen Kirche sowie Zeitgenosse des Hieronymus von Stridon. Als Bischof von Toulouse war er Nachfolger des heiligen Sylvius, der von 360 bis 400 amtierte. Seine Gedenktage sind der 28. September und der 14. Juni.

## Vita
Gemäß der Überlieferung leitete er den Bau einer Basilika, die dem heiligen Saturninus, dem ersten Bischof von Toulouse, gewidmet war, und weihte den bisherigen römischen Minervatempel der Jungfrau Maria (heute Basilique Notre-Dame de la Daurade). Er soll später alle Kirchengüter, auch die heiligen Gefäße seiner Kirche, verkauft haben, um die Not des Volkes zu lindern, das durch die Barbareninvasionen ruiniert war.

## Reliquienkästchen
Auf seinem Reliquienkästchen ist auf der einen Seite oben der gekreuzigte Christus zwischen Maria und Johannes dem Täufer zu sehen, darunter ist der Tod des Exuperius abgebildet; auf der anderen Seite sieht man den Bischof predigend und darunter die Szene, wie er die Vandalen vor den Toren der Stadt Toulouse aufhielt.

## Sonstiges
Die Familie des Schriftstellers Antoine de Saint-Exupéry trägt seinen Namen in okzitanischer Sprache.